# Pocillopora woodjonesi
Pocillopora woodjonesi är en korallart som beskrevs av Vaughan 1918. Pocillopora woodjonesi ingår i släktet Pocillopora och familjen Pocilloporidae. IUCN kategoriserar arten globalt som livskraftig. Inga underarter finns listade i Catalogue of Life.